# Siphona efflatouni
Siphona efflatouni är en tvåvingeart som beskrevs av Louis-Paul Mesnil 1960. Siphona efflatouni ingår i släktet Siphona och familjen parasitflugor. Inga underarter finns listade i Catalogue of Life.